# 물리 보안
물리보안(physical security)은 범죄 등 주로 고의적 위협(threat)으로부터 인명, 시설, 정보 등의 자산(asset)을 보호하기 위해 물리적 취약성(vulnerability)을 통제하는 활동이다. 그 통제수단은 건축물이나 보안 관련 설비 등의 구조적(structural) 요소, 보안시스템 등의 전자적(electronic) 요소와 보안요원 등의 인적(human) 요소로 구성된다.(이상희,이주락,2017)

## 물리보안의 주요 통제수단들
- PC, 서버 등의 포트락(USB, RJ45, HDMI 등)
- 펜스,배리어,볼라드,벽,지붕,바닥
- 출입문,창문,셔터
- 조명,조경
- 영상감시시스템
- 출입통제시스템
- 침입경보시스템
- 검색탐지시스템
- 보안관리자
- 보안요원
- 테러예방설계
- 범죄예방환경설계

## 물리보안의 구현단계(라이프사이클)
- 진단 -> 기획 -> 설계 -> 조달 -> 구축 -> 운영

## 국내 주요업체
- 시스템 : 에스원, SK쉴더스, KT텔레캅 등
- PC/시스템 : 스마트키퍼 등
- 인력 : 에스텍시스템, 프로에스콤, 캡스텍, 휴먼티에스에스 등
- 컨설팅 : 피지컬리콘, 엑스엘스퀘어 등

## 글로벌 주요업체
- 시스템 : 보쉬 보안 및 안전 시스템, 제네텍, 마일스톤 시스템즈
- PC/시스템 : LINDY, Kensington

## 같이 보기
- 범죄예방 환경설계: 건축환경 설계를 통해 범죄를 예방하고자 하는 연구 분야.

- 테러예방설계 : 주로 건축설계를 통해 테러피해를 최소화하고자 하는 연구 분야.
- 물리보안론(박영사) : 물리보안 전반에 대한 개론서
- 교육과정 : 멀티캠퍼스 물리보안실무 과정